# Décentralisation théâtrale
 (février 2020).
La décentralisation théâtrale, également appelée décentralisation dramatique, est une politique culturelle française, initiée sous la Quatrième République, visant à développer la production et la diffusion théâtrale dans les régions.

## Histoire

### Prémices

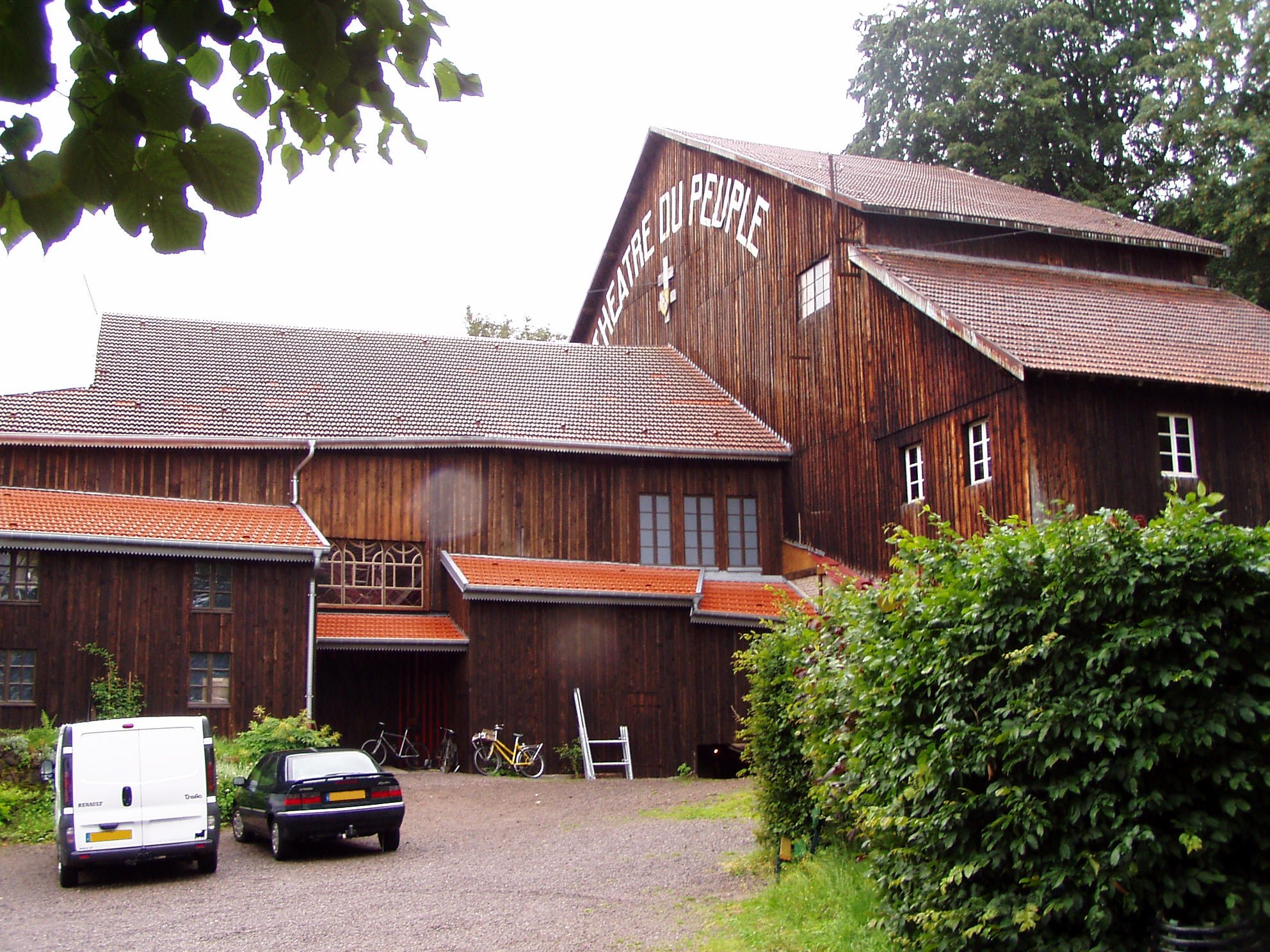
Le Théâtre du Peuple de Bussang, fondé en 1895

Tandis que le théâtre s'est fortement développé à Paris sous le Second Empire, on voit apparaître à la naissance du XXe siècle, une volonté de montrer le théâtre au plus grand nombre en s'installant en province. Ainsi, Maurice Pottecher crée le Théâtre du Peuple, en 1895, à Bussang, et un festival où se croisent professionnels et population locale.
Cette volonté se traduit par la constitution de plusieurs compagnies itinérantes qui sillonnent la France, comme le Théâtre national ambulant de Firmin Gémier à partir de 1911, salle de 1600 places transportée de ville en ville par des tracteurs à vapeur, et les Comédiens routiers de Léon Chancerel (1923) auxquels participe Hubert Gignoux. En 1924, Jacques Copeau, fondateur du Théâtre du Vieux-Colombier (1913), et installe les Copiaus à Pernand-Vergelesses pour jouer les pièces du répertoire dans les villages de Bourgogne. Louis Ducreux fonde la Compagnie du Rideau Gris à Marseille en 1931, à laquelle se joint en 1933 André Roussin quand elle se professionnalise partiellement. En 1932, se crée le groupe Octobre, dans l'optique de sortir l'art dramatique du théâtre bourgeois, pour être présenté dans les usines, et constituer un « théâtre ouvrier ».
À la même époque, les scènes parisiennes tentent d'ouvrir davantage le théâtre d'auteur à tous. En 1913, Copeau lance un appel à la jeunesse, aux gens lettrés et à tous, pour une rénovation dramatique. Avec l'ouverture du Théâtre du Vieux-Colombier, il promeut un théâtre bon marché, alliant nouvelles créations et pièces classiques, qu'il complète d'une école de comédie. En 1924 naît également le Théâtre national populaire de Gémier.
En parallèle la mise en scène évolue, à l'image du Théâtre du Peuple publié par Romain Rolland en 1903. Copeau prône la simplicité des décors pour valoriser le texte, avec la notion de « tréteau nu ». Son complice Charles Dullin crée dans sa lignée L'Atelier en 1921, où il s'attache à retrouver les fondamentaux de l'art théâtral, proche de celui des saltimbanques. De son école, sortent Antonin Artaud, Roger Blin, Jean-Louis Barrault, Jean Vilar, Marguerite Jamois… Avec Louis Jouvet, également issu du Vieux colombier, Gaston Baty, et Georges Pitoëff, Dullin fonde Le Cartel en 1927, pour lutter contre la commercialisation du théâtre. Ils préconisent un théâtre d'art et de recherche, autour du retour aux textes, de la relecture des classiques et découverte des auteurs étrangers (Ibsen, Tchekov…). Neuf années plus tard, Baty, Dullin et Jouvet sont appelés avec Copeau à la Comédie-Française par Édouard Bourdet, pour la moderniser.

### 1946-1952: lancement d'une politique d'État

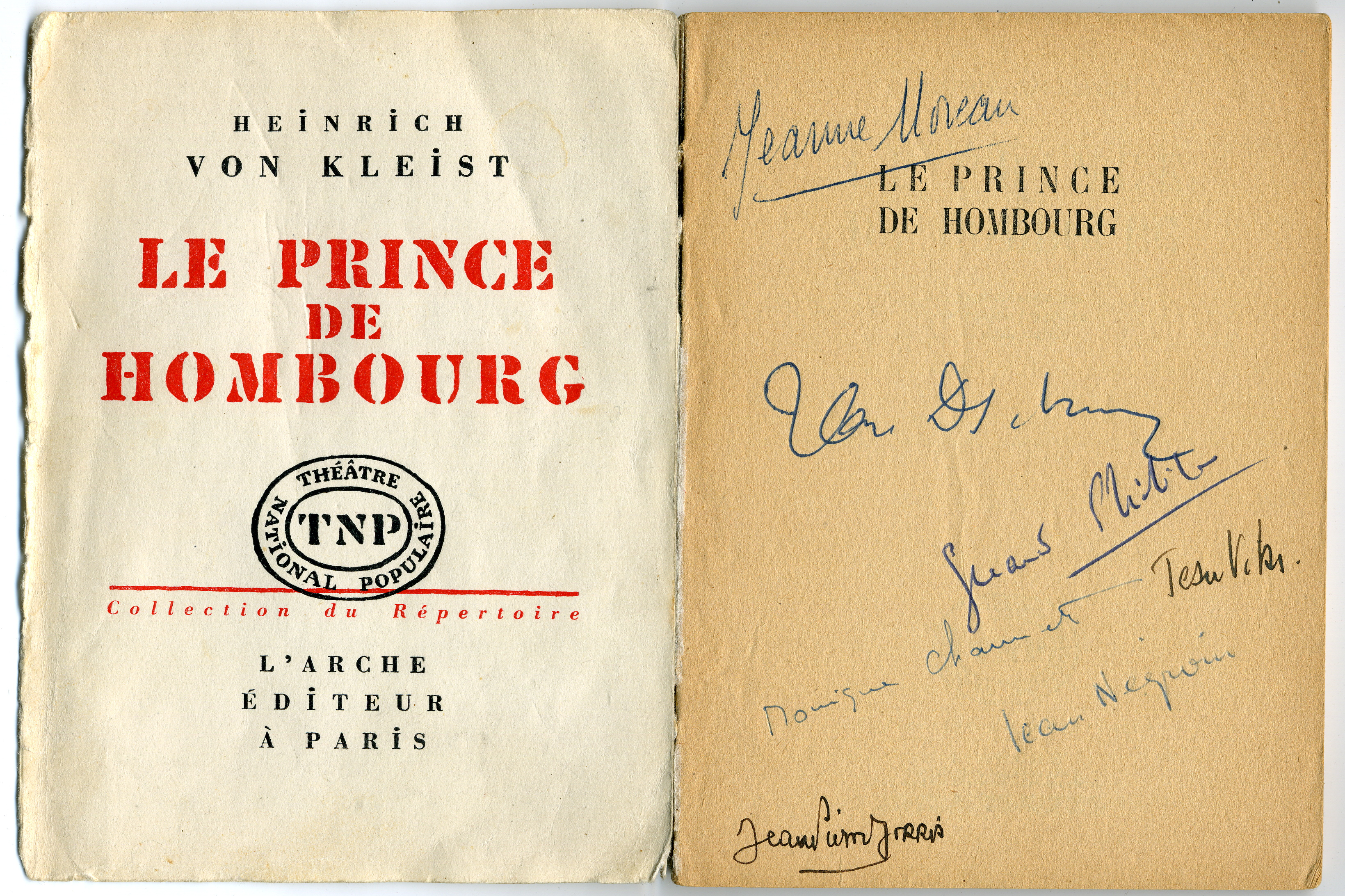
Programme du Prince de Hombourg, Festival d'Avignon 1952

Même si l'idée d'un théâtre populaire décentralisé a crû durant l'entre-deux-guerres, l'État n'est pas à l'origine de ces actions. À la demande du gouvernement de Léon Blum qui réfléchit à une décentralisation théâtrale sans subvention, Charles Dullin recommande dès 1937, dans un rapport qu'il remet au ministre de l'Éducation nationale, de mettre en place des « préfectures théâtrales » pour développer l'existence du théâtre d'art en régions. Malgré les expériences locales et individuelles, l'essentiel de la vie théâtrale reste concentré à Paris, et se résume à des spectacles commerciaux qualifiés de « bourgeois », centré autour du divertissement des pièces de boulevard et de quelques classiques du répertoire, spectacles qui sortent rarement de la capitale lors de tournées.
Sous le régime de Vichy, l'association Jeune France, sous la tutelle du gouvernement, encadre des initiatives locales de diffusion culturelle et théâtrale à travers le pays. On y retrouve des acteurs de la future décentralisation dramatique comme André Clavé et Jean Vilar avec la compagnie de la Roulotte. Les comédiens vont de villages en villages, jouant dans des salles de patronages, des bistrots ou des scènes improvisées dans la rue. En plus de la mise en place d'un programme d'aide aux jeunes compagnies, l'État français élabore une loi sur les spectacles qui est publiée comme ordonnance en 1945 après expurgation.
À la Libération, Jeanne Laurent, nommée en 1946 par Jacques Jaujard, sous-directrice aux spectacles et à la musique à la direction générale des Arts et Lettres, initie la première politique étatique affirmée pour sortir le théâtre de Paris et en redynamisant la création. Elle s'appuie sur le réseau de l'éducation populaire[réf. souhaitée], et des metteurs en scène comme Dullin, Clavé, Jean Vilar, et Louis Jouvet, nommé « conseiller près la direction générale des Arts et Lettres pour toutes questions touchant à la décentralisation dramatique » en 1951. Pendant six ans, elle impose une réforme du paysage théâtral français, une « nouvelle configuration de la vie théâtrale », par une intervention étatique reposant sur deux actions : la décentralisation, consistant à créer des lieux sur le territoire français, et la démocratisation, cherchant à toucher tous les publics, à « réunir dans les travées de la communion dramatique, le boutiquier de Suresnes, le haut magistrat, l'ouvrier de Puteaux et l'agent de change, le facteur de pauvres et le professeur agrégé », selon la formule de Jean Vilar.
Deux premiers centres dramatiques nationaux (CDN) autour de troupes permanentes, le CDN d'Alsace en 1946 à Colmar, et la Comédie de Saint-Étienne en 1947, sont ainsi créés. Suivent les CDN de Rennes, Toulouse (1949) et Aix-en-Provence (1952). Avec Jean Vilar, elle s'attache au théâtre populaire à travers le nouveau TNP et le Festival d'Avignon. Le renouveau théâtral, porté par ces metteurs en scène et leurs compagnies, installés en province (Jean Dasté à Saint-Étienne, Hubert Gignoux à Rennes, Maurice Sarrazin à Toulouse, André Clavé à Colmar…) est complété par une école de formation d'acteurs à Colmar. Ce renouveau se traduit aussi par l'ouverture des festivals et des lieux théâtraux aux autres arts vivants comme la danse. À travers des metteurs en scène influencé par les pionniers (Jean Dasté et Michel Saint-Denis ont fait partie des Copiaus, comme Léon Chancerel qui accueille Gignoux dans ses Comédiens routiers, Jean Vilar a suivi les cours de Dullin, Baty a été l'assistant de Gémier et membre du Cartel, etc.), l'essaimage des troupes dramatiques fait connaitre partout en France le style et l'esprit du Cartel des quatre (renouvellement de la mise en scène et découverte d'auteurs étrangers). Les compagnies régionales paraissent alors plus créatives que les lieux de la capitale, et sont récompensées par la création en 1946 du concours des jeunes compagnies, où sont primés entre autres, la compagnie du Grenier de Toulouse et celles des Jeunes comédiens, qui deviendront centres dramatiques nationaux de Toulouse et Rennes.
Mais cette décentralisation ne se fait pas sans heurts. Jeanne Laurent essuie des attaques de plusieurs patrons de théâtres parisiens. Ils considéraient en effet cet argent distribué en province comme gâché, car donné à de mauvais comédiens qui ne sont pas vus. Localement, il faut aussi que les metteurs en scènes souvent « parachutés », s'imposent localement face à une population suspicieuses face aux artistes parisiens. Les syndicats quant à eux reprochent aux compagnies décentralisées de ne pas embaucher de machinistes.
Si cette décentralisation est limitée, puisqu'elle n'est ni politique ni financière (l'État gardant le contrôle de l'implantation des centres et leur soutien pécuniaire), elle apparaît toutefois exemplaire. Pour Pascal Ory, « le dispositif qui se met progressivement en place entre 1946 et 1951, s'il n'a pas été théorisé a priori, est d'une grande cohérence et d'une efficacité évidente : à la base un concours de jeunes compagnies, confrontation périodique des expériences théâtrales ; au sommet le Théâtre national populaire (TNP), confié à Jean Vilar, qui assigne au théâtre un rôle de « service public », enfin, entre les deux échelons, les CDN, chargés d'une mission de popularisation du théâtre en province ».

### 1959-1969: développement

Le Volcan, Maison de la culture du Havre, inaugurée en 1961

En 1959, André Malraux, ministre des Affaires culturelles de De Gaulle reprend cette politique en créant les Maisons de la culture. La première Maison de la culture est inaugurée au Havre en juin 1961, suivie en 1963 de celles de Caen, Bourges et Paris (Théâtre de l'Est parisien). Les centres dramatiques nationaux continuent à être labellisés également, comme la Comédie de Bourges de Gabriel Monnet et le Théâtre de Villeurbanne de Roger Planchon. En 1966, ouvrent les Maisons de la Culture d'Amiens, Thonon et Firminy, tandis que le Théâtre de l'Est parisien devient CDN. En 1968, Reims et Grenoble disposent également de leur Maison de la culture.
Le ministère subventionne aussi des troupes permanentes : le théâtre de la Cité de Roger Planchon à Villeurbanne en 1959, six l'année suivante (la Comédie des Alpes à Grenoble dirigée par René Lesage et Bernard Floriet, le Théâtre de Bourgogne de Jacques Fornier, le Théâtre de Champagne d'André Mairal, le Théâtre quotidien de Marseille de Michel Fontayne, la Comédie de Nantes de Jean Guichard et le Théâtre de l'Est parisien (TEP) de Guy Rétoré), puis Les Tréteaux de France de Jean Danet en 1962, le Théâtre Populaire des Flandres de Cyril Robichez à Lille et la troupe de Jo Tréhard à Caen en 1963, et le Théâtre du Cothurne de Marcel Maréchal en 1967. Ces troupes permanentes rejoignent plus tard le réseau des centres dramatiques nationaux. En banlieue parisienne, plusieurs théâtres ouvrent, à Aubervilliers, Nanterre et Montreuil.
Les événements de Mai 68 touchent le théâtre décentralisé. Les structures culturelles financées par l'État sont à la fois critiquées par les manifestants, qui y voient une culture d'État et élitiste, et par le pouvoir gaulliste qui considère qu'elles sont des nids d'agents provocateurs. Le théâtre de l'Odéon est occupé par les étudiants, Jean-Louis Barrault remercié. Le théâtre de la Cité accueille un comité permanent regroupant les directeurs de théâtres populaires et des maisons de la culture, qui affirment dans la déclaration de Villeurbanne leur soutien aux étudiants et grévistes, critiquent le concept des maisons de la culture, et la faiblesse des politiques de l'état en matière d'arts vivants. Ils remettent en cause le concept du choc esthétique et prône une politisation de l'art. Le Festival d'Avignon est allégé, son fondateur chahuté aux cris de « Vilar, Béjart, Salazar ! », et un festival Off émerge.
À la fin des années gaulliennes, les maisons de la culture n'ont pas atteint pas le nombre espéré par Malraux : seulement sept en 1969 alors qu'il en avait annoncé une dans chaque département en 1962. Certaines deviennent des théâtres municipaux comme le théâtre de Caen, des Maisons des jeunes et de la culture (Firminy), et d'autres ferment (Chalon-sur-Saône et Nevers). Jean Vilar meurt en 1971, et le théâtre de la Cité de Planchon hérite du titre de Théâtre national populaire.

### Consolidation

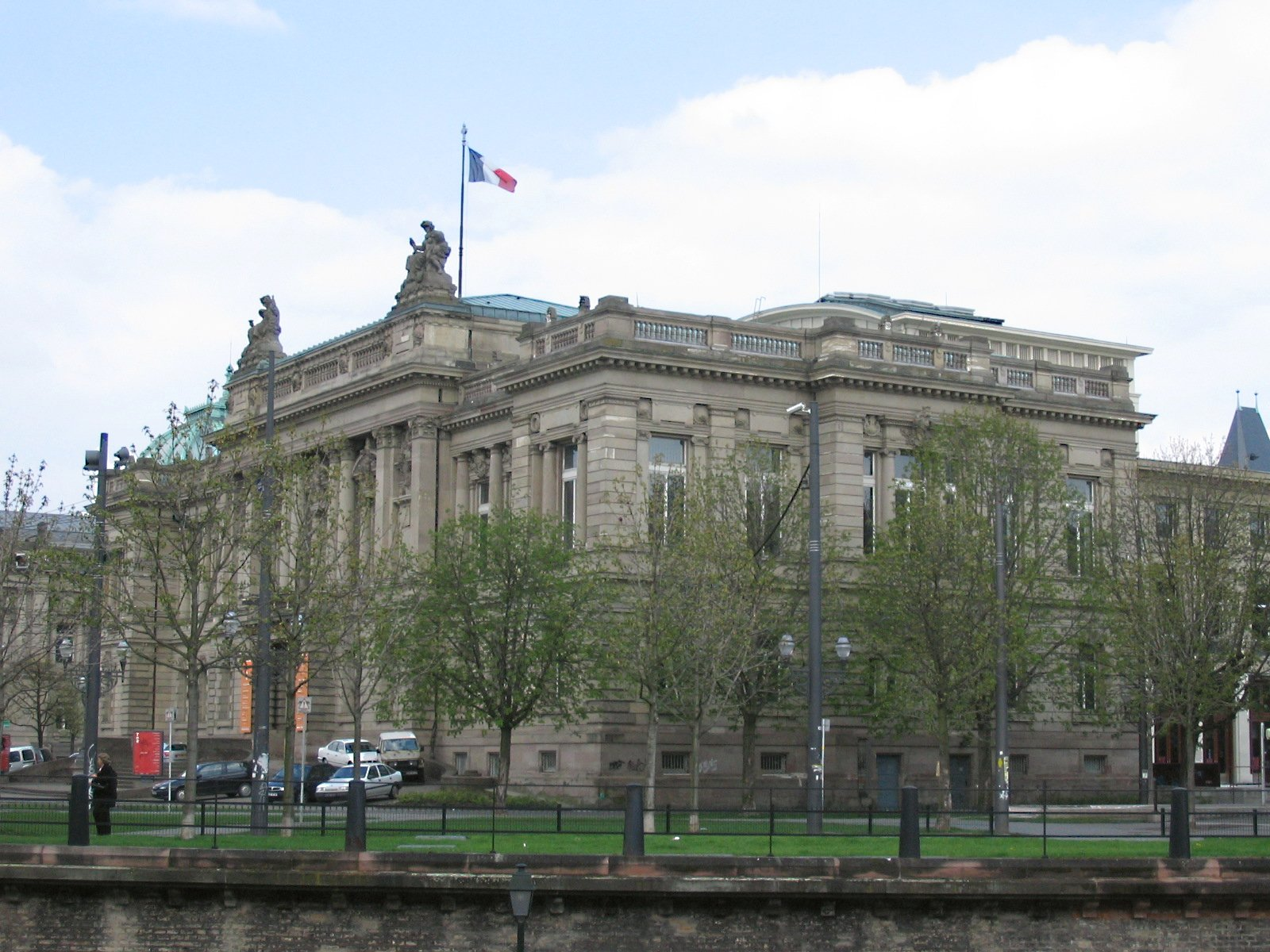
Le théâtre national de Strasbourg, premier théâtre national à être implanté hors de Paris

Les Maisons de la culture et les centres dramatiques nationaux sont complétés par Jacques Duhamel à partir de 1972 par les centres d'action culturelle (CAC) (le premier date de 1968 au Creusot) puis par les centres de développement culturel sous Jack Lang, structures plus modestes et polyvalentes. Ces trois types de structures pluridisciplinaires sont réunis en 1991 dans les scènes nationales, destinées à l'accueil et la diffusion. En 1998, face à une orientation jugée trop artistique, Catherine Trautmann a lancé la charte des missions de service public pour le spectacle vivant, visant à réaffirmer également le rôle social et culturel de ces établissements.
Selon Robert Abirached, cette décentralisation, originale par le fait qu'elle s'est faite à l'initiative de l'État et non depuis les régions, est désormais achevée. Le réseau d'équipements de création et de diffusion constitué est dense, formé de quatre théâtres nationaux parisiens (Comédie-Française, Chaillot, l'Odéon, La Colline) et celui de Strasbourg, des 38 centres dramatiques nationaux, des deux établissements nationaux de production et de diffusion artistique destinés au jeune public et des 71 scènes nationales, ainsi que les 7 centres dramatiques régionaux subventionnées par l'État sur convention, depuis 1985.

### Filmographie
- 2004 : Une pièce en trois actes de Bruno Le Roux, 26 min
- 2006 : Un public de 14 juillet : 1946 -1968 Les années fondatrices de la décentralisation du théâtre de Georges Groult, 117 min
- 2006 : Les Règles du jeu, de Jean-Claude Penchenat, Mathieu Almaric, Joseph Guinvarc'h, 60 min
- 2007 : Roger Planchon, un conteur sur les planches de François Chayé, 52 min
- 2009 : Antoine Bourseiller ou comme on entre au théâtre de Daniel Lance, 52 min
- 2010 : Jean Dasté où êtes-vous ? de Jean-Claude Chuzeville, 52 min
- 2010 : Une école dans un théâtre de Sandrine Dumarais, 52 min
- 2012 : D'où tu viens de Olivier Bourbeillon, 45 min
- 2012 : Il n'y a pas de nom plus beau de Alexandre Donot, 30 min
- 2017 : Une aventure théâtrale, 30 ans de décentralisation de Daniel Cling, 100 min